# Emil Kapaun
Emil Joseph Kapaun (Pilsen, Kansas, 1916. április 20. – Pjoktong, 1951. május 23.) római katolikus pap, katonalelkész. A katolikus szentté válás folyamatának elején jár, megkapta az „Isten szolgája” címet, a közeljövőben várhatóan boldoggá avatják. Kapaun a koreai háború során vesztette életét egy fogolytáborban.

## Élete
1916. április 20-án született egy cseh felmenőkkel rendelkező családban. A kansasi Pilsen nevű község közelében nőtt fel. Szüleit Enos és Elizabeth Kapaunnak hívták.
1930 májusában érettségizett a pilseni középiskolában, majd 1936 júniusában diplomázott a Conception Abbey Seminary Főiskoláján, a Missouri állambeli Conceptionban. Miután ezt befejezte a Kenrick Theological Seminaryba (ma Kenrick-Glennon Seminary) a Missouri állambeli St. Louisba ment tanulni, itt szentelték pappá 1940 júniusában.
Először kisegítő lelkészként tevékenykedett a herringtoni Army Air Base-en (herringtoni légibázis). 1943 decemberében egy nyugalmazott atya (Sklenár atya) helyét vette át. A pilseni körzetben (a Wichita egyházmegyében) eltöltött rövid idő után belépett a seregbe 1944 júliusban.
Első katonalelkészi helye Camp Wheeler (Georgia) volt 1944 októberben. Itt körülbelül 19 000 katona jutott két katonalelkészre. 1945-ben Indiába vezényelték, ahol az USA burmai kötelékében szolgált. 1946-ban századossá léptették elő, majd 1948-ban szerzett M.A. diplomát a Catholic University of Washington-on.
1948. szeptemberben újra besorozták. A texasi El pasoi Fort Bliss helyőrség katonalelkésze lett. 1949 decemberében utoljára hagyta el otthonát.
1950 januárjában a Japánban található Fuji hegy közelében állomásozott, majd júliusban Kapaun atya egysége (35. dandár) Dél-Koreába érkezett egy nagy invázió keretében. Északi irányba nyomultak miközben kínai kommunisták kezére kerültek novemberben. Kapaun tulajdonképpen önként vállalta a fogságot, hiszen elfogása elsősorban annak köszönhető, hogy hátramaradt azokkal a sérültekkel, akiket társaik már nem tudtak a visszavonulásban magukkal vinni. A megpróbáltatások elején először az alváshiánnyal kellett megküzdenie. Állandóan a szentségek kiszolgáltatásán fáradozott (halottakkal, keresztelendőkkel, gyónni akarókkal töltötte minden idejét). Későbbi beszámolók szerint a lába csaknem lefagyott a hidegben. A sok megpróbáltatás mellett, erős ellenséges tűz mellett is a szentségek kiszolgáltatása és a katonatársaival való személyes kapcsolat volt számára az első. A misét egy dzsip motorháztetején tartotta, ami már önmagában kockázatos dolog volt az ellenséges tűz miatt. Meg volt győződve az ima erejéről, arról, hogy a fogság alatt nemegyszer mások imája mentette meg az életét.

## Halála
Felterjesztették a Bronze Star Medalra (bronzcsillag medál) 1950 szeptemberében. 1951. május 23-án halt meg tüdőgyulladásban, majd egy tömegsírba temették a Jalu folyó közelében.
2000-től próbálták elérni, hogy Kapaun a Medal of Honort is megkapja. 2009 szeptemberére az ügy odáig jutott, hogy már csak a Szenátus döntése, illetve Barack Obama aláírása kellett hozzá. 2012. április 11-én 14 órakor (keleti helyi idő szerint) át is adták posztumusz a Fehér Házban.

## Kanonizációja
2008. június 29-én indult meg hivatalosan a kanonizációs folyamat Kapaun atya szentté avatása kapcsán. 2009. június 26-án dr. Andrea Ambrosi, Kapaun kinevezett római posztulátora, megkezdte felkutatni azokat az eseteket, amelyek Kapaun atyával kapcsolatba hozható csodának minősíthetők. Elképzelhető azonban, hogy mártírnak nyilvánítják, mely esetben csodát sem várnak el vele kapcsolatban.